# 国鉄クハ47形電車
クハ47形は、かつて日本国有鉄道（国鉄）に在籍した電車である。
車体長20m級の三等制御車に与えられた形式で、オリジナルは32系に属するが、後にサハ48形の改造車や42系、52系に属する車両が編入された。
1. 47001 - 47010 - 1930年（昭和5年）に増備された横須賀線用の車両。一部は戦時改造によりクハ85形に改造された。詳細は国鉄32系電車#クハ47形を参照。
2. 47011（初代），47013，47015 - 1951年（昭和26年）、サハ48形に運転台を取付け、編入したもの。1959年（昭和34年）12月の番号整理により、47051，47053，47055に改番。詳細は、国鉄32系電車#サハ48形を参照。
3. 47011（2代目） - 47023を1959年12月の番号整理により改番したもの。
4. 47021，47022 - 第3次流電用のサロハ66形（66018，66019）を1952年（昭和27年）に運転台を取付けのうえ編入したもの。1959年12月の番号整理により、47153，47155に改番。詳細は国鉄52系電車#サロハ66形を制御車に改造を参照。
5. 47023 - モハ30形の事故車の復旧名義で1952年に新造したもの。1959年12月の番号整理により、47011（2代目）に改番。詳細は、国鉄32系電車#モハ30形事故復旧車（クハ47形）の編入を参照。
6. 47025 - 第1次流電用のサハ48形（48036。旧66020）を1958年（昭和33年）に運転台を取付けのうえ編入したもの。1959年12月の番号整理により、47151に改番。詳細は国鉄52系電車#飯田線に転用を参照。
7. 47051，47053，47055 - 47011（初代），47013，47015を1959年12月の番号整理により改番したもの。
8. 47057 - 47076（欠番あり） - 1954年から1961年（昭和36年）にかけて、サハ48形に運転台を取付け、改形式したもの。詳細は、国鉄32系電車#サハ48形改造クハ47形の増備を参照。
9. 47100 - 47116（偶数） - 東海道本線京阪神地区向けのクハ58形を1953年（昭和28年）6月の車両形式称号規程改正により編入したもの。詳細は、国鉄42系電車#クハ58形をクハ47形（100番台）に統合を参照。
10. 47151 - 47025を1959年12月の番号整理により改番したもの。
11. 47153，47155 - 47021，47022を1959年12月の番号整理により改番したもの。